# Maud Nathan
Maud Nathan (20 octobre 1862 - 15 décembre 1946) est une réformatrice sociale américaine, militante syndicale et suffragette pour le droit de vote des femmes.

## Famille et jeunesse
Maud Nathan naît le 20 octobre 1862 dans une famille juive sépharade de New York, fille d'Annie Augusta et de Robert Weeks Nathan. Elle vient d'une famille éminente de la ville de New York, descendante de Gershom Mendes Seixas (en), ministre de la Congrégation de New York Sherith Israël pendant la Guerre d'indépendance des États-Unis. Elle est membre des Filles de la Révolution américaine.
Sa sœur est l'auteure et militante pour l'éducation Annie Nathan Meyer, la fondatrice du Barnard College. Elle est la cousine de la poétesse Emma Lazarus et du juge de la Cour suprême Benjamin Cardozo et la tante de l'auteur et poète Robert Nathan (en). Elle et sa famille déménagent à Green Bay, Wisconsin, pendant quatre ans. Maud Nathan y termine ses études secondaires. La famille retourne à New York après la mort de la mère de Maud Nathan en 1878.
Le 7 avril 1880, Maud Nathan, dix-sept ans, épouse son cousin germain Frederick Nathan.

## Carrière
En tant que jeune femme mariée, Nathan s'implique dans des œuvres caritatives. Elle est nommée directrice à la fois de l'hôpital Mount Sinai et de la Hebrew Free School. Avec Josephine Shaw Lowell, elle est membre fondatrice de la New York Consumer's League. Le groupe soutient une journée de travail de huit heures pour les femmes et les enfants et aide la Working Women's Society à faire connaître les magasins qui traitent les travailleurs équitablement.
La mort de sa fille, Annette Florance Nathan, à l'âge de 8 ans en 1895 apporte un changement à Nathan. Josephine Shaw Lowell, fondatrice de la New York Consumers League, suggère à Nathan de s'intéresser aux problèmes des femmes qui travaillent à New York, afin de surmonter la perte de son enfant. C'est le début de la carrière de Nathan dans l'aide aux femmes.
En 1897, Nathan devient présidente de la New York Consumer's League, créée par Josephine Shaw Lowell. Elle est aussi membre du comité exécutif de la National Consumer's League dès sa création en 1898. En 1901, la Ligue des consommateurs de Rhode Island est organisée après que Maud Nathan a prononcé un discours dans l'État.
Faire pression sur Albany sur les questions de consommation fait comprendre à Nathan à quel point les législateurs se soucient peu de l'opinion des femmes sans vote et Nathan s'implique donc davantage dans les activités liées au droit de vote des femmes. En 1908, elle publie une brochure intitulée The Wage Earner and the Ballot qui souligne que dans les États où existe le suffrage féminin, l'âge du consentement est plus élevé, le taux d'analphabétisme est plus bas, les femmes sont mieux payées pour les emplois de la fonction publique et les lois sur le travail des enfants sont plus strictes.